# 巴靈頓 (新罕布什爾州)
巴靈頓（英語：Barrington）是一個位於美國新罕布什爾州斯特拉佛縣的鎮。

## 人口
根據2020年美國人口普查的數據，巴靈頓的面積為125.90平方千米，當中陸地面積為120.80平方千米，而水域面積為5.10平方千米。當地共有人口9326人，而人口密度為每平方千米74人。